# Bouinan
Bouinan är en ort i Algeriet.   Den ligger i provinsen Blida, i den norra delen av landet, 25 km söder om huvudstaden Alger. Bouinan ligger 92 meter över havet och antalet invånare är 30 271.
Terrängen runt Bouinan är varierad. Runt Bouinan är det tätbefolkat, med 511 invånare per kvadratkilometer. Närmaste större samhälle är Beni Mered, 11,7 km väster om Bouinan. 